# Liste der Biografien/Lul
Liste der Biografien |
Portal Biografien |
Personensuche
# |
A |
B |
C |
D |
E |
F |
G |
H |
I |
J |
K |
L |
M |
N |
O |
P |
Q |
R |
S |
T |
U |
V |
W |
X |
Y |
Z |
?
 
La |
Lb |
Lc |
Le |
Lg |
Lh |
Li |
Lj |
Ll |
Lm |
Lo |
Lp |
Lt |
Lu |
Lv |
Lw |
Lx |
Ly |
Lz
 
Lua |
Lub |
Luc |
Lud |
Lue |
Luf |
Lug |
Luh |
Lui |
Luj |
Luk |
Lul |
Lum |
Lun |
Luo |
Lup |
Luq |
Lur |
Lus |
Lut |
Luu |
Luv |
Luw |
Lux |
Luy |
Luz
Die Liste der Biografien führt alle Personen auf, die in der deutschsprachigen Wikipedia einen Artikel haben. Dieses ist eine Teilliste mit 49 Einträgen von Personen, deren Namen mit den Buchstaben „Lul“ beginnt.

## Lul

### Lula
- Lulach († 1058), König von Schottland
- Lulashi, Gjelosh (1925–1946), albanischer Offizier, katholischer Märtyrer
- Lulay, Wilhelm Adam (1901–1974), deutscher Politiker (CDU), MdB

### Lule
- Lule, Yusuf (1912–1985), ugandischer Politiker
- Lulei, Wilfried (1938–2023), deutscher Historiker und Vietnamist
- Luley, Carl (1887–1966), deutscher Volksschauspieler
- Luley, Jan (* 1971), deutscher Jazz-, Blues- und Gospelmusiker
- Luley, Martin (1925–2006), römisch-katholischer Geistlicher, Generalvikar

### Lulf
- Lülf, Berthold (* 1959), deutscher Politiker (SPD), Bürgermeister von Ennigerloh
- Lülfing, Daniela (* 1950), deutsche Bibliothekarin
- Lülfing, Hans (1906–1991), deutscher Bibliothekar, Paläograph, Historiker und Germanist

### Lulg
- Lulgjuraj, Adrian (* 1980), albanischer Sänger

### Luli
- Luli Dedvukaj, Dedë Gjon (1840–1915), Teilnehmer am Aufstand der Malësoren
- Lulić, Senad (* 1986), bosnisch-schweizerischer FußballspielerSenad Lulić (* 1986)

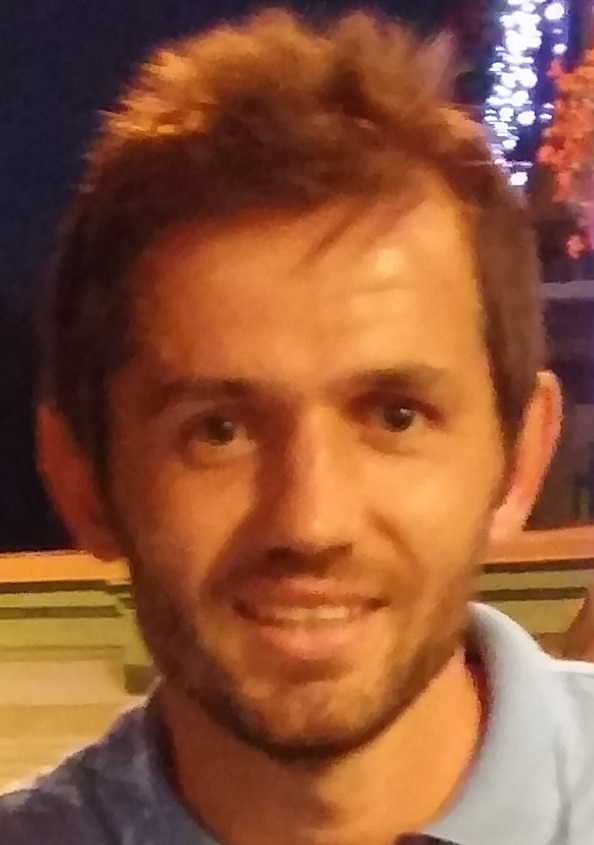
Senad Lulić (* 1986)

- Lulier, Giovanni Lorenzo († 1700), italienischer Komponist und Cellist
- Lüling, Bruno (1873–1940), Kapellmeister, Komponist und Pianist
- Lüling, Claudia (* 1961), deutsche Architektin und Hochschullehrerin
- Lüling, Günter (1928–2014), deutscher Theologe, Arabist und Koranwissenschaftler
- Lulinha (* 1990), brasilianischer Fußballspieler
- Lulis, Uwe (* 1965), deutscher Gitarrist

### Lulk
- Lulka, Hermann (1935–1991), deutscher Fußballspieler

### Lull
- Lull, Charles E. T. (1880–1934), US-amerikanischer Offizier
- Lull, Richard Swann (1867–1957), US-amerikanischer Wirbeltier-Paläontologe
- Lullaia, 53. assyrischer König (Usurpator)
- Lullau, Trygve (* 1938), norwegischer Radrennfahrer
- Lulli, Folco (1912–1970), italienischer SchauspielerFolco Lulli (1912–1970)

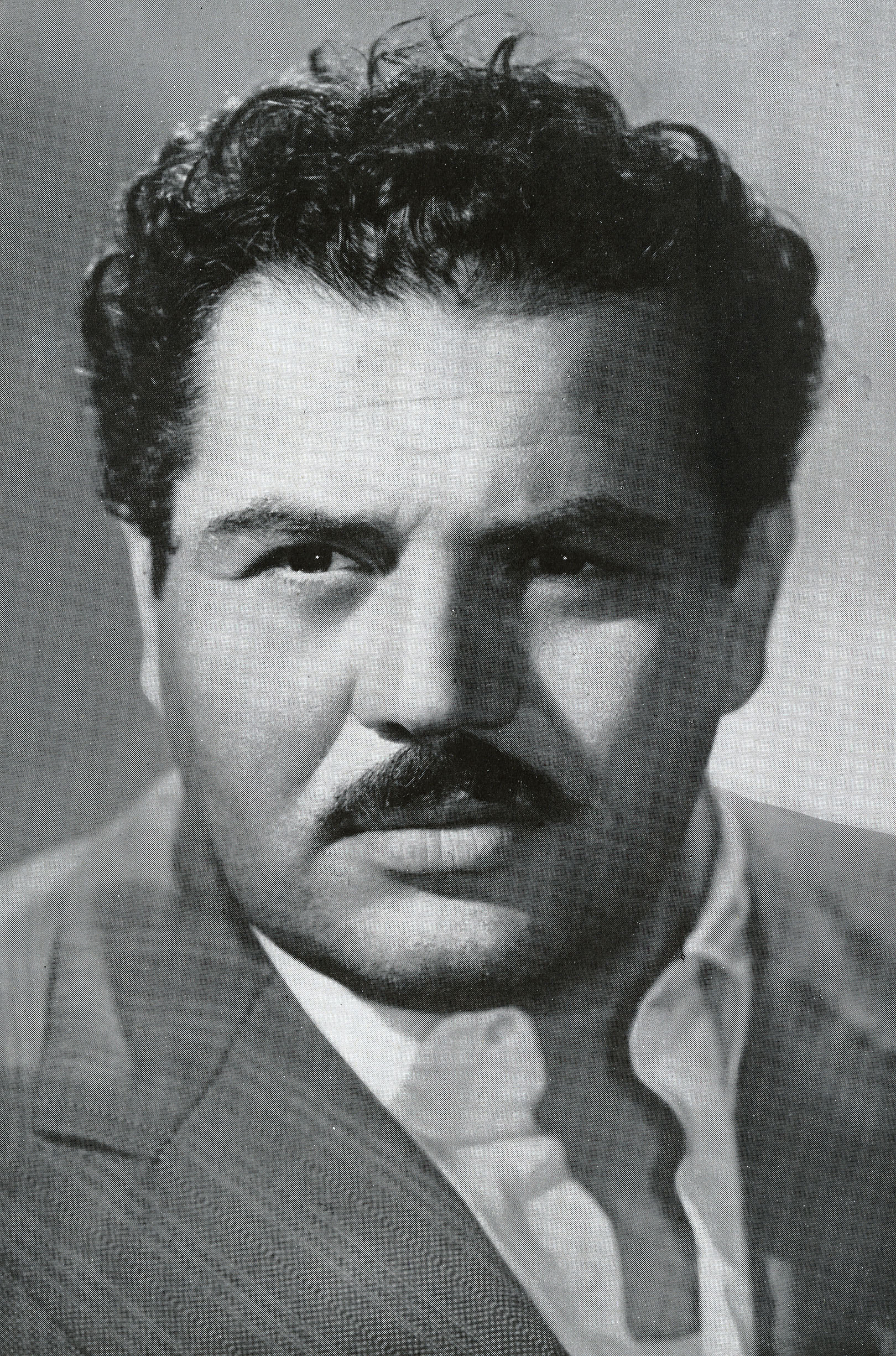
Folco Lulli (1912–1970)

- Lulli, Piero (1923–1991), italienischer Schauspieler
- Lullies, Hans (1898–1982), deutscher Physiologe und Hochschullehrer
- Lullies, Hildegard (1902–1980), deutsche Bibliothekarin
- Lullies, Reinhard (1907–1986), deutscher klassischer Archäologe
- Lüllig, Karl (1877–1946), Oberbürgermeister von Schwäbisch Gmünd
- Lullin, Ami (1695–1756), Schweizer evangelischer Geistlicher und Hochschullehrer
- Lulling, Astrid (* 1929), luxemburgische Politikerin, MdEP
- Lulling, Jérôme, luxemburgischer Linguist
- Lüllmann, Cord (* 1957), deutscher Chemiker und Experte für Honig
- Lüllmann, Heinz (1924–2014), deutscher Pharmakologe
- Lüllmann-Rauch, Renate (1941–2024), deutsche Anatomin
- Lullus († 786), erster Erzbischof von Mainz
- Lully, Jean-Baptiste (1632–1687), italienisch-französischer Komponist, Geiger, Gitarrist und Tänzer

### Lulo
- Lulofs, Johannes (1711–1768), niederländischer Astronom, Mathematiker und Physiker

### Luls
- Lülsdorf, Hedwig (1935–1998), deutsche Kommunalpolitikerin und Heimatforscherin
- Lülsdorf, Wilfried (* 1957), deutscher Journalist und Autor

### Lult
- Lultschew, Kosta (1881–1965), bulgarischer Politiker

### Lulu
- Lulu (* 1948), schottische Popsängerin und SchauspielerinLulu (* 1948)

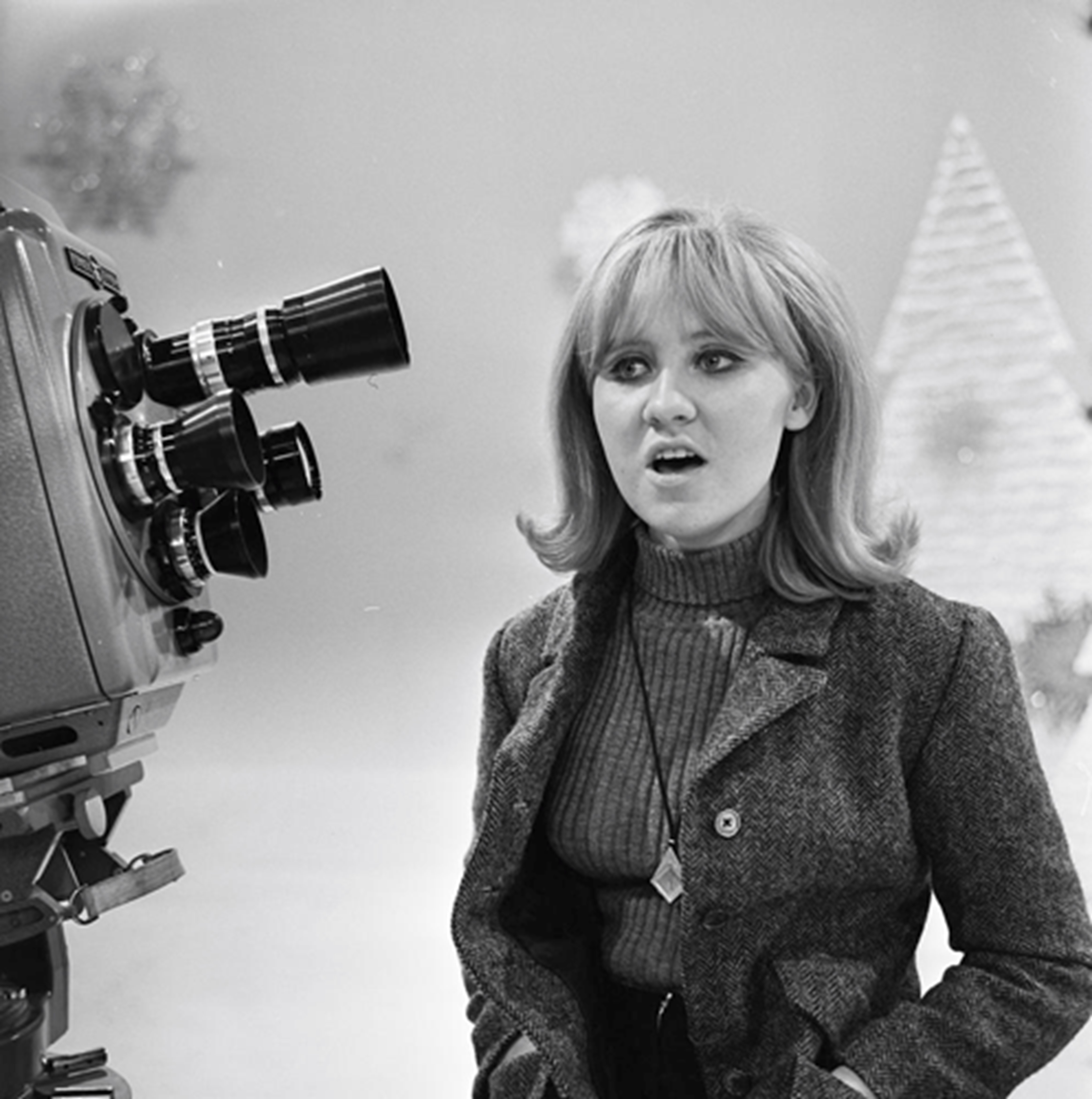
Lulu (* 1948)

- Lulu, Anolyn (* 1979), vanuatuische Tischtennisspielerin
- Luluga, Martin (1933–2022), ugandischer Geistlicher, römisch-katholischer Bischof von Nebbi

### Lulv
- Lülves, August, deutscher Kupferstecher, Radierer und Lithograf
- Lulves, Eugen (* 1832), Fotograf
- Lulvès, Jean (1833–1889), französisch-deutscher Genremaler